# Élisabeth Dejean
Pour les articles homonymes, voir Dejean.
Élisabeth Dejean, née le 18 juin 1957 à Guéret, est une footballeuse française évoluant au poste de milieu de terrain.

## Carrière

### Carrière en club
Élisabeth Dejean évolue de 1973 à 1975 au FCF Bergerac, puis de 1975 à 1976 au Stade de Reims où elle remporte le Championnat de France 1975-1976. Elle passe ensuite une saison à l'ASPTT Bordeaux avant de revenir à Reims de 1977 à 1979.

### Carrière en sélection
Élisabeth Dejean compte sept sélections en équipe de France entre 1974 et 1977. 
Elle reçoit sa première sélection en équipe nationale le 19 mai 1974, en amical contre l'Italie (défaite 2-3). Elle joue son dernier match le 17 avril 1977, en amical contre la Suisse (victoire 1-2).

## Palmarès
- Championne de France en 1976 avec le Stade de Reims